# Sigerico di Canterbury
Sigerico di Canterbury (950 circa – 28 ottobre 994) è stato un arcivescovo britannico, arcivescovo di Canterbury.
Nei paesi anglosassoni è noto anche come Sigeric the Serious (Sigerico il Serio).

## Biografia
Fu istruito presso l'abbazia di Glastonbury, dove pure divenne monaco. Nel 980 fu nominato abate dell'abbazia di Sant'Agostino di Canterbury e nel 985 fu consacrato vescovo di Ramsbury da Dunstano, arcivescovo di Canterbury; forse mantenne la reggenza dell'abbazia anche da vescovo fino al 990, quando fu eletto arcivescovo di Canterbury.
Nello stesso anno si recò a Roma per ricevere dalle mani di papa Giovanni XV il pallio, simbolo della dignità arcivescovile. La sua notorietà odierna è legata essenzialmente al ritrovamento del suo diario del viaggio di ritorno, dove sono annotate le 80 tappe - tra Roma e l'imbarco per l'Inghilterra, nei pressi di Calais - di quello che sarebbe stato chiamato Itinerario di Sigerico e nei secoli successivi Via Francigena.
Nel 991 convinse, insieme a Etelverdo e Aelfrico, il re Etelredo II a pagare un tributo di 10.000 sterline d'argento al re danese Sweyn che aveva invaso l'Inghilterra. Sigerico consigliò a re Etelredo II anche la fondazione dell'abbazia di Cholsey, nel Berkshire, in onore di re Edoardo il Martire. Nel 994 lo stesso Sigerico fu costretto a pagare i danesi perché risparmiassero la Cattedrale di Canterbury.
Morto il 28 ottobre 994, fu sepolto nella cripta della Christ Church di Canterbury. 
Lasciò in eredità all'abbazia di Glastonbury alcuni preziosi arazzi e alla chiesa di Canterbury una ricca collezione di libri. L'abate Alfrico gli dedicò un libro di omelie, le Catholic Homilies ("Omelie cattoliche").